# Hulda Bittencourt
Hulda Bittencourt (Santa Cruz do Rio Pardo, 28 de julho de 1934 - São Paulo, 1 de novembro de 2021) foi uma empresária, bailarina e coreógrafa brasileira. É fundadora do Estúdio de Ballet Cisne Negro.

## Biografia
Iniciou os seus estudos com Maria Olenewa, pioneira do balé clássico no Brasil. Teve como professores clássicos, Vaslaw Veltcheck, Raul Severo, Ismael Guiser, Maria Melo, Bill Martin Viscount, John O`Brien, Rosella Hightower, Herida May e Shirley Graham. Em dança contemporânea foi aluna de Vera Kumpera e em dança folclórica de Mercedez Batista. Especializou-se em vários métodos de ensino, entre eles, o da Royal Academy of Dancing. Dançou em vários grupos, incluindo o Ballet de Cultura Artística. Participou também de óperas, operetas, musicais, tendo trabalhado por muitos anos na Organização Victor Costa (TV). Entre os seus inúmeros trabalhos coreográficos destaca-se "O Quebra-Nozes", que recebeu em 1984 da APCA o prêmio de melhor espetáculo e melhor coreografia do ano. 
Em 1977 fundou a Cisne Negro Companhia de Dança.

## Morte
Morreu em São Paulo no dia 1 de novembro de 2021, vítima de um AVC.